# Un coccodrillo per amico
Un coccodrillo per amico è un film per la televisione italiano del 2009 diretto da Francesca Marra.

## Trama
I due amici Lorenzo e Sandro arrivano a Malindi, dove ritrovano la loro amica Laura, che ora è la missionaria Suor Laura. La sua missione ha seri problemi e sta per chiudere. Ma i tre non si perdono d'animo e affrontano l'avventura tra mille imprevisti.

## Messa in onda
Il film è andato in onda il 6 settembre 2009 su Canale 5.

## Ascolti
Il film è stato seguito da 2.659.000 telespettatori con il 16,07% di share.